# Carl Josef Bauer
Carl Josef Bauer (* 1895 oder 1897 bei München; † um 1964 oder 1989) war ein deutscher Grafiker, Maler. Er war Präsident der Künstlergesellschaft Allotria.

## Leben
Bauer studierte an der Akademie der Bildenden Künste München, unter anderem bei Wilhelm von Diez und Angelo Jank. In den 1920er Jahren fand er zu seinem typischen Art-déco-Stil, der sich besonders in seinen Akten findet. Seine Ausstellungen waren auch im Glaspalast in München zu sehen. Zehn Jahre lang war Bauer Präsident der Künstlergesellschaft Allotria. Die Radierungen im Stil des Art déco, die zwischen 1914 und 1928 entstanden, wurden in der Druckerei Hanfstaengl verlegt.
Bauer war 1943 und 1944 auf der Großen Deutschen Kunstausstellung in München mit drei Arbeiten vertreten. Dabei erwarb Hitler 1944 das Ölgemälde  Badende Amazone (190 × 160 cm) für 18 000 RM und der Naziführer Paul Giesler das Ölgemälde Bad im Park.